# Hugo (cocktail)
Pour les articles homonymes, voir Hugo.
Le Hugo est un apéritif légèrement alcoolisé, originaire du Tyrol du Sud, mais également plutôt commun dans le Nord-Est de l'Italie, en Autriche et en Allemagne. Il est préparé à base de Prosecco, de liqueur de fleurs de sureau (ou de mélisse), d'eau de Selz (ou eau gazeuse) et de feuilles de menthe.

## Origines
Selon les revues Mixologie et Der Spiegel, le Hugo a été conçu en 2005 par un barman de Naturno, Roland Gruber, comme une alternative au spritz, et s'est rapidement répandu au-delà même des frontières du Tyrol du sud. Au départ, la recette prévoyait l'utilisation de liqueur de mélisse. Toutefois la mélisse est une plante assez rare qui pousse plus facilement à une certaine hauteur[réf. nécessaire], son huile essentielle peut être très chère, et pour créer la liqueur il faut travailler en infusion les feuilles (plus délicates) et non pas les fleurs.
Elle a donc vite été remplacée par de la liqueur de fleurs de sureau, plus facilement disponible ainsi que moins chère.
Le nom a été choisi au hasard par son créateur : il avait d'abord pensé à Otto, mais cela ne lui semblait pas adapté.
Une autre version fait remonter la naissance de l'Hugo à la fin des années 1990 dans une cabane dans le Val di Fassa.

## Description et composition
La recette officielle de Gruber utilise :
- 15 cl de prosecco
- 2 cl de liqueur de mélisse
- un jet d'eau gazeuse
- pour la garniture : zeste de citron jaune

La recette avec la liqueur de fleurs de sureau utilise :
- 15 cl de prosecco
- 4 cl de liqueur de fleur de sureau
- 6 cl d'eau gazeuse
- feuilles de menthe
- rondelles de citron vert

De plus en plus répandue est la variante avec le sirop de fleurs de sureau :
- 6 cl de prosecco
- 6 cl d'eau de Seltz
- 3 cl de sirop de fleurs de sureau
- feuilles de menthe

Dans les deux cas, les ingrédients sont versés directement dans le verre, généralement un calice, avec quelques cubes de glace.

## Note
1. 1 2 3 4 5 6  (de) « Spritzvarianten des Südens (Teil 1): Der Hugo », Mixology, 27 août 2011 (consulté le 4 juin 2013)
2. ↑  (de) « Hugos bester Sommer », Der Spiegel, 3 septembre 2012 (consulté le 29 août 2014)
3. ↑  (de) « "Unser" Hugo-Erfinder: AK aus Naturns » [archive du 29 juin 2013], 18 septembre 2012 (consulté le 29 août 2014)
4. ↑  (it) « La vera storia di «Hugo Spritz», l’aperitivo che mescola le bollicine ai sapori morbidi e vellutati », 31 octobre 2007 (consulté le 29 août 2014)
5. ↑  « Liqueur de fleur de sureau », sur cherry-rocher.fr.
6. ↑  « "Hugo", lo spritz al sambuco », 5 septembre 2012 (consulté le 4 juin 2013)